# Hillsdale County
Hillsdale County is een county in de Amerikaanse staat Michigan.
De county heeft een landoppervlakte van 1.551 km² en telt 46.527 inwoners (volkstelling 2000). De hoofdplaats is Hillsdale.

## Foto's

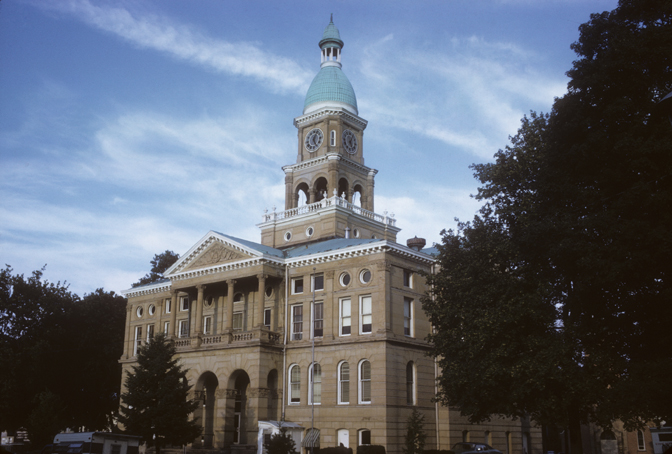
Rechtbank
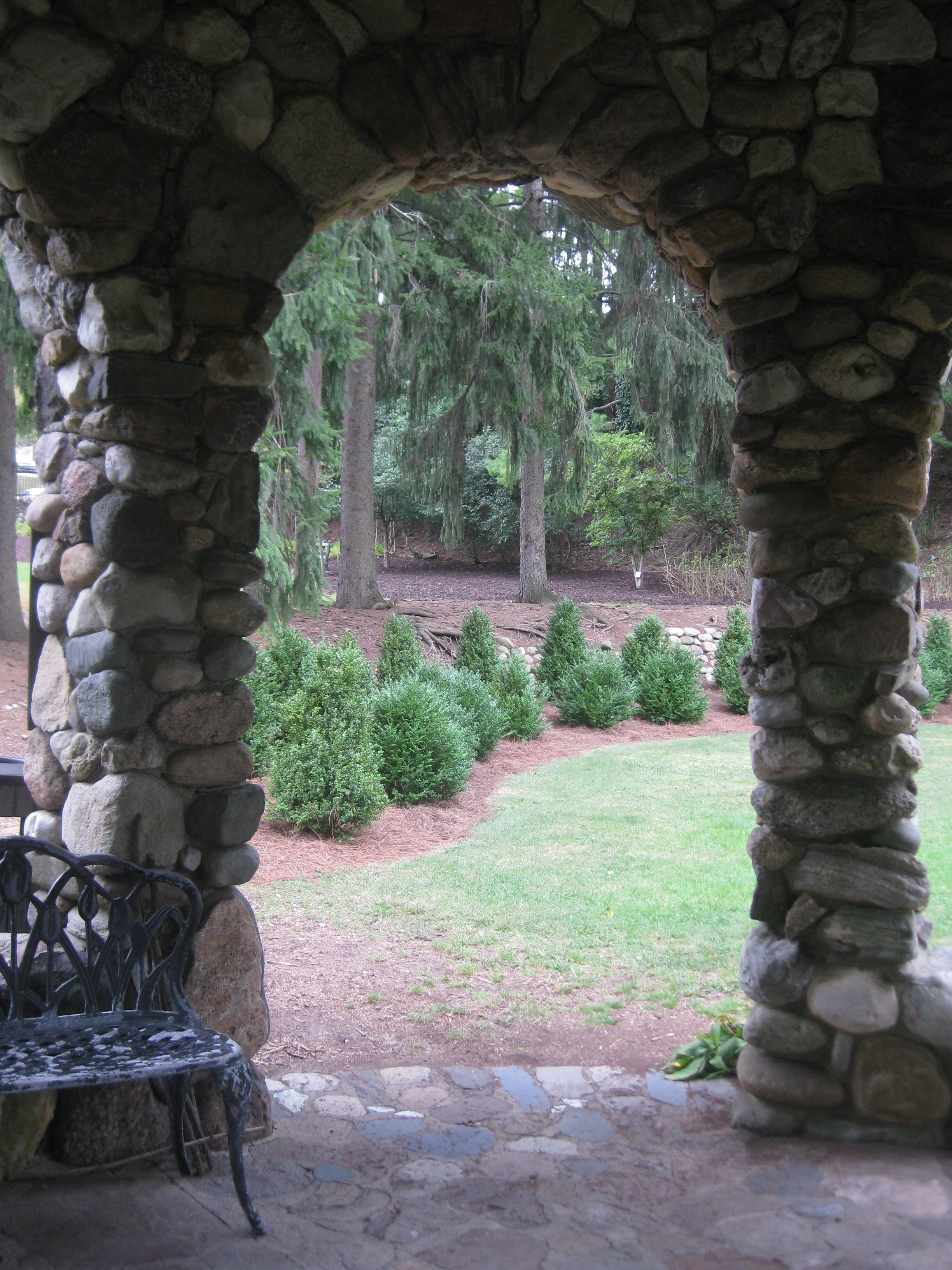
Slayton Amphitheater